# Championnats du monde de tir aux plateaux 2022
Navigation
Édition précédente Édition suivante
Les championnats du monde de tir aux plateaux 2022, trente-cinquième édition des championnats du monde de tir, ont lieu du 19 septembre au 12 octobre 2022 à Osijek, en Croatie. Les titres mondiaux sont décernés en ball-trap (trap et skeet).
Seize quotas pour les Jeux olympiques de Paris 2024 sont attribués à l'issue de la compétition : 8 en trap et 8 en skeet.

## Calendrier
| E | Entraînement | Q | Qualification | F | Finale |

| Date          | Mer 21 | Mer 21 | Jeu 22 | Jeu 22 | Ven 23 | Ven 23 | Sam 24 | Sam 24 | Dim 25 | Dim 25 | Lun 26 | Lun 26 | Mar 27 | Mar 27 | Mer 28 | Mer 28 | Jeu 29 | Jeu 29 | Ven 30 | Ven 30 | Sam 1 | Sam 1 | Dim 2 | Dim 2 | Lun 3 | Lun 3 | Mar 4  | Mar 4  | Mer 5 | Mer 5 | Jeu 6 | Jeu 6 | Ven 7 | Ven 7 | Sam 8 | Sam 8 | Dim 9 | Dim 9 | Lun 10 | Lun 10 | Mar 11 | Mar 11 |
| ------------- | ------ | ------ | ------ | ------ | ------ | ------ | ------ | ------ | ------ | ------ | ------ | ------ | ------ | ------ | ------ | ------ | ------ | ------ | ------ | ------ | ----- | ----- | ----- | ----- | ----- | ----- | ------ | ------ | ----- | ----- | ----- | ----- | ----- | ----- | ----- | ----- | ----- | ----- | ------ | ------ | ------ | ------ |
| Séniors Trap  |        |        |        |        |        |        |        |        | -      | -      | H      | F      | H      | F      | H      | F      | éq. MX | éq. MX | éq. H  | éq. F  |       |       |       |       |       |       |        |        |       |       |       |       |       |       |       |       |       |       |        |        |        |        |
| Séniors Skeet |        |        |        |        |        |        |        |        |        |        |        |        |        |        |        |        |        |        |        |        |       |       |       |       |       |       |        |        |       |       | -     | -     | H     | F     | H     | F     | H     | F     | éq. MX | éq. MX | éq. H  | éq. F  |
| Juniors Trap  | H      | F      | H      | F      | éq. MX | éq. MX | éq. H  | éq. F  |        |        |        |        |        |        |        |        |        |        |        |        |       |       |       |       |       |       |        |        |       |       |       |       |       |       |       |       |       |       |        |        |        |        |
| Juniors Skeet |        |        |        |        |        |        |        |        |        |        |        |        |        |        |        |        |        |        |        |        | -     | -     | H     | F     | H     | F     | éq. MX | éq. MX | éq. H | éq. F |       |       |       |       |       |       |       |       |        |        |        |        |

## Podiums séniors

### Hommes
| Épreuve          | Or                                                               | Argent                                                     | Bronze                                                    |
| ---------------- | ---------------------------------------------------------------- | ---------------------------------------------------------- | --------------------------------------------------------- |
| Trap             | Derrick Mein (USA)                                               | Nathan Hales (GBR)                                         | Yang Kun-pi (TPE)                                         |
| Trap par équipe  | Grande-Bretagne Nathan Hales Matthew Coward-Holley Aaron Heading | Tchéquie Jiří Lipták David Kostelecký Vladimír Štěpán      | Italie Lorenzo Ferrari Marco Correzzola Mauro De Filippis |
| Skeet            | Azmy Mehelba (EGY)                                               | Vincent Hancock (USA)                                      | Rashid Al-Athba (QAT)                                     |
| Skeet par équipe | Italie Tammaro Cassandro Elia Sdruccioli Gabriele Rossetti       | États-Unis Dustan Taylor Christian Elliott Vincent Hancock | Tchéquie Radek Prokop Jakub Tomeček Tomáš Nýdrle          |

### Femmes
| Épreuve          | Or                                                    | Argent                                                      | Bronze                                                   |
| ---------------- | ----------------------------------------------------- | ----------------------------------------------------------- | -------------------------------------------------------- |
| Trap             | Carole Cormenier (FRA)                                | Fátima Gálvez (ESP)                                         | Zuzana Rehák-Štefečeková (SVK)                           |
| Trap par équipe  | Italie Alessia Iezzi Giulia Grassia Jessica Rossi     | Finlande Satu Mäkelä-Nummela Noora Antikainen Mopsi Veromaa | Australie Catherine Skinner Penny Smith Laetisha Scanlan |
| Skeet            | Diana Bacosi (ITA)                                    | Amber Hill (GBR)                                            | Samantha Simonton (USA)                                  |
| Skeet par équipe | États-Unis Dania Vizzi Austen Smith Samantha Simonton | Italie Chiara Cainero Chiara Di Marziantonio Diana Bacosi   | Chine Yiting Jiang Che Yufei Huang Sixue                 |

### Mixtes
| Épreuve          | Or                                       | Argent                                           | Bronze                                                                        |
| ---------------- | ---------------------------------------- | ------------------------------------------------ | ----------------------------------------------------------------------------- |
| Trap par équipe  | Italie Mauro De Filippis Giulia Grassia  | Grande-Bretagne Nathan Hales Lucy Charlotte Hall | Australie James Willett Laetisha Scanlan Slovénie Boštjan Maček Jasmina Maček |
| Skeet par équipe | Grande-Bretagne Ben Llewellin Amber Hill | Italie Diana Bacosi Gabriele Rossetti            | France Nicolas Lejeune Lucie Anastassiou                                      |
| Skeet par équipe | Grande-Bretagne Ben Llewellin Amber Hill | Italie Diana Bacosi Gabriele Rossetti            | Kazakhstan Eduard Yechshenko Assem Orynbay                                    |

## Tableau des médailles
- Pays organisateur (Croatie)

| Rang | Nation | Or | Argent | Bronze | Total |
| ---- | ------ | -- | ------ | ------ | ----- |